# Helmut Schiff
Helmut Adalbert Josef Schiff (* 30. Jänner 1918 in Bratislava; † 20. Dezember 1982 in Linz) war ein österreichischer Komponist und Musikpädagoge.

## Leben und Wirken
Nach Studien der Philosophie und Musikwissenschaften an der Universität Prag und der Universität Bratislava (1936 bis 1938) studierte er von 1939 bis 1943 an der Hochschule für Musik und Theater „Felix Mendelssohn Bartholdy“ Leipzig bei Robert Teichmüller und Felix Petyrek Klavier sowie bei Johann Nepomuk David Komposition. Daneben betrieb er 1941 auch Klavierstudien an der Wiener Musikakademie bei Emil von Sauer und unterrichtete an der Musikschule Leipzig.
Er war von 1944 bis 1977 mit Helga Riemann verheiratet. Das Paar lebte ab 1944 mit Unterbrechung durch einen sechsjährigen berufsbedingten Aufenthalt (1953 bis 1959) in Hamburg bis in die 1970er Jahre zunächst in Gmunden, später in Altmünster.
Der Ehe entstammen die Söhne Hans Christian (* 1949) und Heinrich Schiff (1951–2016). Nach der Scheidung 1977 wohnte Helmut Schiff bis zu seinem Tod 1982 in Linz.
Helmut Schiff unterrichtete ab 1946 mit Unterbrechungen durch Anstellungen in Musik- und Mittelschulen bis zu seinem Tod 1982 am Bruckner-Konservatorium Tonsatz und Klavier.
Sein Nachlass wird von der Bibliothek des Bruckner-Konservatoriums verwaltet, wobei jährlich Stipendien und Preisgelder zur Auszahlung gelangen.

## Werke
Zu seinen Werken gehören vier Symphonien, zahlreiche Konzerte, Klavierstücke, Kammermusik und Chöre. Helmut Schiff gehörte der Künstlervereinigung MAERZ an.

## Auszeichnungen
- Kunstförderungspreis des Landes Oberösterreich (1963)
- Berufstitel Professor (1965)

## Schüler
- Helmut Rogl
- Helmut Eder